# Манастир Рукумија
Манастир Рукумија је српски православни манастир који се налази недалеко од Пожаревца, на путу за Дрмно и Костолац, у атару села Брадарац, у браничевској епархији Српске православне цркве.

## Историја
Први помен и детаљни опис Рукумије оставио је Максим Ратковић 1733. године. По њему црква је посвећена Св. Вазнесењу Господа Исуса Христа, сазидана је од камена и била је засведена каменим сводом. Кровни покривач био је од црепа, а поред олтара и наоса црква је имала и дрвену припрату у којој је био гроб Мартирија Синајита. Црква је била малих димензија, све до Првог српског устанка, кад су је Турци гушењем устанка, порушили.

## Архитектура
Данашња црква манастира Рукумије има врло једноставну форму, једнобродне је основе са припратом на западној и полукружном апсидом на источној страни. Писани подаци говоре да је цркву живописао 1829. године Молер Јања. Данашњи живопис, а то потврђује и натпис на јужном зиду цркве урадио је монах Наум Андрић 1971. године. Живопис је рађен у „ал секо“ техници, у композиционом смислу је класичан и у потпуности је у складу са православном иконографијом. Живопис је доста страдао у пожару 1978. године, а поједине фреске су толико потамнеле да се ликови нису могли препознати. Године 1994. рестауриран је, ретуширан од стране руског фрескописца Александра Точилова. У Рукумији се налазе мошти преподобног Синајита Мартирија.

## Постанак
Народна легенда везује постанак манастира за народну песму „Бог ником дужан не остаје“ и страдање сестре Јелице које је описано у њему. Према песми, коњи су растргли сестру Јелицу коју је невино оптужила њена снаха и тамо где су пале њене очи, руке, брада и она сама, настали су манастири:
- Сестрољин
- Рукумијски дани
- Брадача
- Заова